# James N. Weinstein
James N. Weinstein est un chirurgien américain. Il est chef de la direction et président du système de santé Dartmouth-Hitchcock (en),. Il a été nommé en 2011. Il est le rédacteur en chef du journal Spine.